# Champions Trophy de hockey sobre césped femenino de 2012
La 20va edición del Champions Trophy femenino se llevó a cabo entre el 28 de enero y 5 de febrero de 2012, en el Estadio Mundialista de Hockey de Rosario, Argentina. Las ocho selecciones nacionales que participaron son Alemania, Argentina, China, Corea del Sur, Inglaterra, Japón, Nueva Zelanda y Holanda.

## Planteles

### AlemaniaAlemania
| - ( 1.) Yvonne Frank - ( 4.) Mandy Haase - ( 7.) Natascha Keller - ( 8.) Christina Schütze - ( 9.) Kristina Hillmann - (10.) Nina Hasselmann - (12.) Lydia Hasse | - (13.) Katharina Otte - (14.) Jana Teschke - (15.) Hannah Krüger - (16.) Fanny Rinne - (18.) Lisa Hahn - (23.) Marie Mävers - (24.) Maike Stöckel | - (26.) Celina Wilde - (27.) Anke Brockmann - (28.) Julia Müller - (32.) Kristina Reynolds - Director Técnico Michael Behrmann |

### Argentina
| - ( 1.) Belén Succi - ( 4.) Rosario Luchetti - ( 5.) Macarena Rodríguez - ( 8.) Luciana Aymar - (11.) Carla Rebecchi - (12.) Delfina Merino - (14.) Martina Cavallero | - (15.) Roberta Werthein - (16.) Florencia Habif - (17.) Rocío Sánchez Moccia - (18.) Daniela Sruoga - (19.) Sofía Maccari - (21.) Mariela Scarone - (24.) María José Fernández | - (25.) Silvina D'Elia - (27.) Noel Barrionuevo - (30.) Josefina Sruoga - (31.) Laura Del Colle - Director Técnico Carlos Retegui |

### ChinaChina
| - ( 1.) Ma Yibo - ( 2.) Wang Mengyu - ( 3.) Mao Weilin - ( 5.) Ma Wei - ( 6.) Sun Sinan - ( 8.) Fu Baorong - (10.) Gao Lihua | - (12.) Tang Chunling - (15.) Liang Meiyu - (18.) Ren Ye - (19.) Huang Ting - (21.) Zhao Yudiao - (22.) Song Qingling - (23.) De Jiaojiao | - (25.) Xu Xiaoxu - (29.) Peng Yang - (30.) Li Dongxiao - (31.) Zhang Liu - Director Técnico Sang Ryul Kim |

### Corea del SurCorea del Sur
| - ( 1.) Moon Young-Hui - ( 3.) Kim Young-Ran - ( 5.) Cho Eun-Ji - ( 6.) Park Seon-Mi - ( 7.) Lee Seon-Ok - ( 8.) Kim Jong-Hee - (10.) Park Mi-Hyun | - (11.) Kim Jong-Eun - (12.) Kim Da-Rae - (13.) Cheon Eun-Bi - (14.) Jeon Yu-Mi - (15.) Gim Sung-Hee - (16.) Jang Soo-Ji | - (17.) Kim Ok-Ju - (21.) Hong Yoo-Jin - (22.) Park Ki-Ju - (23.) Hong Ji-Seon - (25.) Han Hye-Lyoung - Director Técnico Lim Jung-Woo |

### Gran BretañaGran Bretaña
| - ( 1.) Beth Storry - ( 3.) Emily Maguire - ( 4.) Laura Unsworth - ( 5.) Crista Cullen - ( 6.) Hannah Macleod - ( 7.) Anne Panter - ( 8.) Helen Richardson | - ( 9.) Natalie Seymour - (11.) Kate Walsh - (12.) Chloe Rogers - (14.) Laura Bartlett - (15.) Alex Danson - (18.) Georgie Twigg - (22.) Ashleigh Ball | - (23.) Sally Walton - (24.) Abi Walker - (28.) Nicola White - (29.) Sarah Thomas - Director Técnico Danny Kerry |

### JapónJapón
| - ( 1.) Sakiyo Asano - ( 2.) Nagisa Hayashi - ( 4.) Sachimi Iwao - ( 5.) Miyuki Nakagawa - ( 6.) Ai Murukami - ( 7.) Shiho Otsuka - ( 8.) Yukari Yamamoto | - ( 9.) Aki Mitsuhashi - (10.) Rika Komazawa - (12.) Akane Shibata - (13.) Chie Akutsu - (14.) Keiko Manabe - (18.) Ryoko Oie - (19.) Kaori Fujio | - (20.) Mayumi Ono - (21.) Mazuki Arai - (22.) Izuki Tanaka - (26.) Akemi Kato - Director Técnico Zenjiro Yasuda |

### Nueva ZelandaNueva Zelanda
| - ( 1.) Kayla Sharland - ( 2.) Emily Naylor - ( 3.) Krystal Forgesson - ( 5.) Katie Glynn - ( 8.) Sally Rutherford - ( 9.) Alana Millington - (13.) Samantha Charlton | - (16.) Clarissa Eshuis - (17.) Lucy Talbot - (19.) Rhiannon Dennison - (20.) Samantha Harrison - (21.) Cathryn Finlayson - (22.) Gemma Flynn - (27.) Sophie Devine | - (28.) Charlotte Harrison - (30.) Bianca Russell - (31.) Stacey Michelsen - (32.) Anita Punt - Director Técnico Mark Hager |

### Países BajosPaíses Bajos
| - ( 1.) Floortje Engels - ( 4.) Kitty van Male - ( 5.) Carlien Dirkse van den Heuvel - ( 7.) Willemijn Bos - ( 8.) Marieke Veenhoven - (10.) Kelly Jonker - (11.) Maartje Goderie | - (12.) Lidewij Welten - (15.) Sabine Mol - (17.) Maartje Paumen - (18.) Naomi van As - (22.) Joyce Sombroek - (23.) Kim Lammers | - (24.) Eva de Goede - (27.) Marilyn Agliotti - (28.) Merel de Blaey - (30.) Margot van Geffen - (31.) Daphne van der Velden - Director Técnico Max Caldas |

### Grupo A
| Equipo       | Pts | PJ | G | E | P | GF | GC | D/G |
| ------------ | --- | -- | - | - | - | -- | -- | --- |
| Países Bajos | 7   | 3  | 2 | 1 | 0 | 9  | 4  | +5  |
| Reino Unido  | 7   | 3  | 2 | 1 | 0 | 8  | 3  | +5  |
| China        | 3   | 3  | 1 | 0 | 2 | 4  | 7  | -3  |
| Japón        | 0   | 3  | 0 | 0 | 3 | 2  | 9  | -7  |

| Holanda | 3 - 1 | China | 28 de enero de 2012. |

| Reino Unido | 3 - 0 | Japón | 28 de enero de 2012. |

| Reino Unido | 2 - 2 | Holanda | 29 de enero de 2012. |

| China | 2 - 1 | Japón | 29 de enero de 2012. |

| Reino Unido | 3 - 1 | China | 31 de enero de 2012. |

| Holanda | 4 - 1 | Japón | 31 de enero de 2012. |

### Grupo B
| Equipo        | Pts | PJ | G | E | P | GF | GC | D/G |
| ------------- | --- | -- | - | - | - | -- | -- | --- |
| Alemania      | 6   | 3  | 2 | 0 | 1 | 9  | 7  | +2  |
| Argentina     | 5   | 3  | 1 | 2 | 0 | 8  | 6  | +2  |
| Nueva Zelanda | 2   | 3  | 0 | 2 | 1 | 5  | 7  | -2  |
| Corea del Sur | 2   | 3  | 0 | 2 | 1 | 6  | 8  | -2  |

| Alemania | 4 - 2 | Corea del Sur | 28 de enero de 2012. |

| Argentina | 2 - 2 | Nueva Zelanda | 28 de enero de 2012. |

| Argentina | 4 - 2 | Alemania | 29 de enero de 2012. |

| Nueva Zelanda | 2 - 2 | Corea del Sur | 29 de enero de 2012. |

| Alemania | 3 - 1 | Nueva Zelanda | 31 de enero de 2012. |
|          |       |               | 31 de enero de 2012. |

| Argentina | 2 - 2 | Corea del Sur | 31 de enero de 2012. |

### Cuartos de final
| Fecha | Hora¹ | Partido      | Partido | Partido       | Resultado |
| ----- | ----- | ------------ | ------- | ------------- | --------- |
| 01.02 | 21:30 | Países Bajos | -       | Nueva Zelanda | 2-0       |
| 01.02 | 12:30 | Argentina    | -       | China         | 3-2       |
| 01.02 | 12:30 | Alemania     | -       | Japón         | 3-2       |
| 01.02 | 12:30 | Reino Unido  | -       | Corea del Sur | 3-1       |

### Semifinales
| Fecha | Hora¹ | Partido      | Partido | Partido   | Resultado    |
| ----- | ----- | ------------ | ------- | --------- | ------------ |
| 04.02 | 21:30 | Países Bajos | -       | Argentina | 2-2 (0-2 PS) |
| 04.02 | 21:30 | Reino Unido  | -       | Alemania  | 2-0          |

### Final
| Fecha | Hora¹ | Partido     | Partido | Partido   | Resultado |
| ----- | ----- | ----------- | ------- | --------- | --------- |
| 05.02 | 20:00 | Reino Unido | -       | Argentina | 0-1       |

## Posiciones finales
| Pos | Equipo        |
| --- | ------------- |
|     | Argentina     |
|     | Reino Unido   |
|     | Países Bajos  |
| 4.  | Alemania      |
| 5.  | Japón         |
| 6.  | Nueva Zelanda |
| 7.  | Corea del Sur |
| 8.  | China         |

## Premios
| Campeonas del Champions Trophy 2012 |
| ----------------------------------- |
| Argentina Quinto título             |

| Mejor jugadora | Mejor arquera | Goleadoras                              | Fair play |
| -------------- | ------------- | --------------------------------------- | --------- |
| Luciana Aymar  | Belén Succi   | Crista Cullen Rika Komazawa Lee Seon-Ok | Alemania  |